# Xian autonome mandchou de Xinbin
Le xian autonome mandchou de Xinbin (新宾满族自治县 ; pinyin : Xīnbīn mǎnzú Zìzhìxiàn) est un district administratif de la province du Liaoning en Chine. Il est placé sous la juridiction de la ville-préfecture de Fushun.

## Démographie
La population du district était de 306 984 habitants en 1999.